# Mack Hellings
Ronald Newells „Mack“ Hellings (* 14. September 1917 in Fort Dodge, Iowa; † 11. November 1951 in den Tehachapi Mountains, Kern County, Kalifornien) war ein US-amerikanischer Autorennfahrer.

## Karriere
Mack Hellings startete in seiner Karriere zwischen 1948 und 1951 in 21 Rennen der AAA-National-Serie. Seine größten Erfolge waren zwei zweite Plätze erzielt im Juni 1948 auf den Strecken von Milwaukee und Langhorne.
Vier Mal stand er bei den 500 Meilen von Indianapolis am Start. Ein fünfter Platz 1948 in einem Kurtis Kraft KK2000 Offenhauser war seine beste Platzierung. 1949 sorgte ein gebrochenes Ventil am Motor dafür, dass er sich nur als 16. platzieren konnte. Bei seinem dritten Start 1950 erreichte er auf einem Kurtis Kraft 2000-Offenhauser mit einem Rückstand von sechs Runden auf den Sieger Johnnie Parsons Rang 13. 1951, diesmal auf einen Deidt-Offenhauser, schied er in der 18. Runde mit einem Kolbenschaden aus (Platz 31). Da das Rennen von 1950 bis 1960 als Weltmeisterschaftslauf der Formel 1 gewertet wurde, stehen für Hellings auch zwei Grand-Prix-Starts zu Buche.
Hellings starb im November 1951 bei einem Flugzeugabsturz.

## Statistik

### Indy-500-Ergebnisse
| Jahr | Startnr. | Start | Qual (km/h) | Ergebnis | Runden | Führung | Ausfall |
| ---- | -------- | ----- | ----------- | -------- | ------ | ------- | ------- |
| 1948 | 58       | DNQ   |             |          |        |         |         |
| 1948 | 35       | 21    | 205,913     | 5        | 200    | 0       |         |
| 1949 | 8        | 14    | 206,396     | 16       | 172    | 0       | Motor   |
| 1950 | 15       | 26    | 210,290     | 13       | 132    | 0       |         |
| 1951 | 19       | 23    | 199,412     | 31       | 18     | 0       | Motor   |

| Legende  | Legende            | Legende                                                          |
| Farbe    | Abkürzung          | Bedeutung                                                        |
| -------- | ------------------ | ---------------------------------------------------------------- |
| Gold     | –                  | Sieg                                                             |
| Silber   | –                  | 2. Platz                                                         |
| Bronze   | –                  | 3. Platz                                                         |
| Grün     | –                  | Platzierung in den Punkten                                       |
| Blau     | –                  | Klassifiziert außerhalb der Punkteränge                          |
| Violett  | DNF                | Rennen nicht beendet (did not finish)                            |
| Violett  | NC                 | nicht klassifiziert (not classified)                             |
| Rot      | DNQ                | nicht qualifiziert (did not qualify)                             |
| Rot      | DNPQ               | in Vorqualifikation gescheitert (did not pre-qualify)            |
| Schwarz  | DSQ                | disqualifiziert (disqualified)                                   |
| Weiß     | DNS                | nicht am Start (did not start)                                   |
| Weiß     | WD                 | zurückgezogen (withdrawn)                                        |
| Hellblau | PO                 | nur am Training teilgenommen (practiced only)                    |
| Hellblau | TD                 | Freitags-Testfahrer (test driver)                                |
| ohne     | DNP                | nicht am Training teilgenommen (did not practice)                |
| ohne     | INJ                | verletzt oder krank (injured)                                    |
| ohne     | EX                 | ausgeschlossen (excluded)                                        |
| ohne     | DNA                | nicht erschienen (did not arrive)                                |
| ohne     | C                  | Rennen abgesagt (cancelled)                                      |
| ohne     | keine WM-Teilnahme |                                                                  |
| sonstige | P/fett             | Pole-Position                                                    |
| sonstige | 1/2/3/4/5/6/7/8    | Punktplatzierung im Sprint-/Qualifikationsrennen                 |
| sonstige | SR/kursiv          | Schnellste Rennrunde                                             |
| sonstige | *                  | nicht im Ziel, aufgrund der zurückgelegten Distanz aber gewertet |
| sonstige | ()                 | Streichresultate                                                 |
| sonstige | unterstrichen      | Führender in der Gesamtwertung                                   |